# Martin Strobel
Martin Strobel (ur. 5 czerwca 1986 w Rottweil), niemiecki piłkarz ręczny, reprezentant kraju grający na pozycji środkowego rozgrywającego. Obecnie występuje w Bundeslidze, w drużynie TBV Lemgo.

## Sukcesy

### klubowe
- puchar EHF  (2010)

### reprezentacyjne

#### Igrzyska Olimpijskie
- (2016)